# 數碼聲音廣播

已實行 DAB、DAB+或DMB廣播之國家 (來源:WorldDMBForum country profile)

數碼聲音廣播（英語：Digital Audio Broadcasting，英文縮寫為）亦被稱為尤里卡147（EUREKA 147），是有些國家使用於電台廣播的一项數碼技術。自2006年以来，全世界約有1,000個電台採用寬達科技DAB技術用于廣播。DAB技術設計形成於1980年代，幾年內就已經有許多國家開始販賣接收器。支持者聲稱，与傳統類比FM廣播相比，數位聲音廣播有較多优势，例如聲音保真度高，同一頻率可廣播更多電台頻道等，并一定程度上解決有关噪音、多徑、廣播音量時強時弱和同頻率干擾等問題；针对此项技术，研究者在英國、丹麥、挪威和瑞士开展了電台收聽測試實驗，实验有98%的电台参与，结果證明，寬達科技DAB的聲音品質比FM廣播差，原因是他們使用的位元率较低，致使存在品質上的差異。

## DAB+
DAB近年有升級版，名為DAB+；詳細技術內容已在2007年發佈，不能兼容舊有制式。現有的舊式和大多數銷售中之接收器都不能支援DAB+，不過商店裡有售賣可升級的舊式接收器。英國、澳洲、義大利、德國、瑞士和馬爾他在2008年採用DAB+制式提供播客服務。亞洲國家例如中國也對DAB+技術非常感興趣。
由於DAB+採用HE-AAC v2編碼（即「高效率AAC v2」，又稱AAC++），其效率比DAB高大約三倍。這意味著它允許電台提供更高聲音品質 或/和結合 採用舊DAB制式廣播使得電台頻道數量增加。接收品質也比舊式收得更好，因為DAB+增加了錯誤識別碼（Reed–Solomon error correction code）用作除錯之用。

## DAB/FM/AM比較
傳統上，電台通過不同的頻率（AM及FM）廣播節目，收音機也就要調校不同頻率。代價是會用上較多FM及AM頻譜為少數電台作廣播，限制節目選擇。DAB是通過同時性的多路傳輸（multiplexing）、壓縮及組合多條聲音串流（audio streaming），集中於同一條廣播頻率（例如OFDM 220.352兆赫），作多個頻道廣播之用。各頻道可選擇用不同位元率廣播，位元率越低，可在單一頻率中廣播的頻道越多，但代價是將聲音品質降低。

### 使用頻率和發射站
DAB可更效率地使用頻譜，因為單發射站和其單兆赫可廣播更多節目。不過，目前各地並沒有計畫終止FM模擬信號及大部份電台節目正在使出數碼及模擬同時廣播，好處是各技術不會被高度使用或依賴。
FM要求每一條節目頻道0.3兆赫。頻率再用因素大約是15，意思每15個發射站中有其中一個用同一頻率廣播而不會就同頻道干擾問題上影響，例如串擾。結果導致 1 / 15 /（0.3 兆赫）= 0.22節目/發射站/兆赫。
DAB用192個位元率的編碼要求1.536兆赫 * 192位元率 / 1136 kbps = 每單一節目用上0.26兆赫。本他節目頻率再用因素及多頻網（MFN）是4，結果是 1 ÷ 4 ÷（0.26兆赫）= 0.96 節目/發射站/兆赫，效率增加4.3倍。單頻網（SFN），例如全國性節目，頻率再用因素是1，結果是 1/1/0.25 MHz = 3.85節目/發射站/兆赫，效率比FM增加17.3倍。
DAB增加的頻道可能不能達到以L波段傳送，因DAB對障礙較FM敏感，可能導致在多山丘的地區和室內收聽時信號出現較差的情況。在這些頻率中廣播，國家必需增加其發射站的數量或傳輸功率，避免系統成為噪聲限制而不是由同頻率干擾限制。

### 收音機的電力消耗
在歐洲國家，不少購買DAB收音機的消費者會抱怨DAB收音機的電池續航能力，特別是便携式收音機的電池續航能力。
這是由於數碼收音機需要有DAB解碼晶片作為音頻解碼用，故此數碼收音機的電能消耗往往是FM收音機的數倍甚至十倍以上（在無線電技術上，礦石收音機更可以不靠電池或外部電源而收聽調幅廣播），在靜音輸出的情況下，傳統收音機的能耗大約是數毫瓦至數十毫瓦，但數碼收音機在現時的晶片技術上，待機時耗電往往需要數百毫瓦甚至達1瓦，跟MP3機相若。
在 FM/DAB 雙制式收音機上，選用不同的模式可以明顯比較出這種能耗上的差別。

## 音質
經過多方面的測試，已經證實應用 Eureka 147 系統無論在固定或者移動的情況下接收，都可以確保音質達到接近CD的水平。
一般 CD 立體聲的數據率為 1411 Kbps，Eureka 147 應用了「掩蔽型通用子頻帶集成編碼和複用」（MUSICAM，Masking Pattern Universal Subband Integrated Coding And Multiplexing）的編碼方法，除掉了語言和音樂訊號中的多餘的成份，使到立體聲的數據率可以降至 192 Kbps。這種編碼方法已經通過多重驗證。「金耳朵」也聽不出編碼與未經編碼壓縮的訊號的區別。 （页面存档备份，存于）

## 參见
- 數位音訊無線電衛星
- DMB
- DRM (广播)
- DVB-T2
- 歐洲電信標準協會衛星數字廣播
- ISDB
- 天狼星XM
- 頻譜效率
- 甚高頻
- 特高頻
- 超高頻

## 外部連結
- （英文）ETSI EN 300 401 v1.4.1 - Original DAB specification （页面存档备份，存于）
- （英文）ETSI TS 102 563 v1.1.1 - DAB+ enhancement specification
- （英文）World DAB Forum （页面存档备份，存于）
- （英文）UK DAB news and information （页面存档备份，存于）
- （英文）Digital One - The UK's Commercial Digital Radio Network （页面存档备份，存于）
- （英文）Digital Online - UK's Digital Portal - (Online Searchable Guide to Stations in the UK)
- （英文）DAB Digital Radio News and Information for the UK
- （英文）DAB Ensembles Worldwide (also known as "Wohnort", the main part of the site is a list of services currently transmitting)
- （英文）DAB and Mobile Java Services
- （英文）Audio extracts of UK DAB stations[]
- （英文）Digital broadcasting in Ireland
- （英文）DAB in the Netherlands （页面存档备份，存于）
- （英文）E-magazine with information about DAB
- （英文）BBC Datasheet on Eureka 147 （页面存档备份，存于）
- （繁體中文） 香港數碼廣播
- （繁體中文） 香港電台中波數碼廣播測試 （页面存档备份，存于）